# Kafeneja Jonë
Kafeneja Jone (svenska: Vårt café) är en kosovanskt tv-serie. Den produceras av CMB Productions och sänds på RTK (Radio Televizioni i Kosovës). Producent är Shkumbin Istrefi and Mentor Shala, och direktör är Arzana Kraja. Serien skapades av CMB Productions.

## Skådespelare
| Skådespelare     | Alias      | Smeknamn                         |
| ---------------- | ---------- | -------------------------------- |
| Adem Mikullovci  | Avnia      | Prindi, Axha Avni, Tarzani       |
| Donat Qosja      | Naimi      | Naim Shaci, Tamli                |
| Teuta Krasniqi   | Saranda    | Sarrojka, Saki, Safusha          |
| Fatmir Spahiu    | Orhani Oki | Tullumi, Xhelozi                 |
| Leonora Mehmetaj | Nita       | Nita, Bombonjerka, Shota         |
| Astrit Kabashi   | Bekimi     | Bekim qorri, Bikimi, Mafijashi   |
| Irena Cahani     | Ganja      | Tezja gane                       |
| Fatos Kryeziu    | Labinoti   | Kryemadhi, Koka, Aktori, Artisti |
| Gramos Gashi     | Ministri   | Plako                            |
| Naser Rafuna     | Muharemi   | Meli, Melihati, Melja            |
| Shkumbin Istrefi | Feka       | Fekalja                          |